# Bankgebühr
Bankgebühren ist der umgangssprachliche Sammelbegriff für alle Entgelte, die von Kreditinstituten für besondere Dienstleistungen von ihren Kunden erhoben werden.

## Allgemeines
Kreditinstitute erbringen im Rahmen ihrer zins- oder entgeltpflichtigen Hauptdienstleistungen oft auch Nebendienstleistungen, für die sie gesonderte Gebühren berechnen. Der Anspruch auf Gebühren für beide Bankdienstleistungen wird vertraglich vereinbart, nämlich bei Dauerschuldverhältnissen (wie Girokonten) durch einen Verweis der AGB auf das Preisverzeichnis der Bank.

## Gebühren/Kosten/Zinsen
Eine Vielzahl von Urteilen des Bundesgerichtshofs (BGH) beschäftigt sich mit der Art, Berechnung und Höhe von Zinsen/Gebühren/Kosten, die dem Bankkunden belastet werden. Dabei erkennt der BGH durchaus neben den allgemeinen Kontoführungsgebühren die Erhebung von Bankgebühren für besondere Leistungen an, zeigt jedoch hierfür klare Grenzen auf. Außerdem mahnt der BGH grundsätzlich an, dass Kreditinstitute Preise und Zinsen nicht einseitig zu Lasten der Verbraucher neu festsetzen dürften; Änderungen müssten nachvollziehbar sein. Zudem ist es nach Meinung der obersten Richter unzulässig, Gebühren für Leistungen zu verlangen, zu denen die Kreditinstitute ohnehin verpflichtet seien. Rechtlich zu beanstandende Zinsen/Gebühren/Kosten verstoßen entweder gegen das Transparenzgebot des § 307 Abs. 1 Satz 2 BGB oder benachteiligen den Bankkunden unangemessen (§ 307 Abs. 1 und 2 BGB). Der BGH lässt sich bei seinen Entscheidungen Gerd Nobbe zufolge von fünf Grundprinzipien leiten, denen die Streitigkeiten über Bankgebühren untergeordnet werden:
- Eine Bepreisung von Tätigkeiten, die keine Dienstleistung für den Kunden sind, ist unzulässig.
- Unangemessen ist es, für vertraglich geschuldete Nebenleistungen oder für die Erfüllung von Pflichten zur Vermeidung von sekundären vertraglichen Schadensersatzansprüchen ein Entgelt zu verlangen.
- Für die Erfüllung gesetzlicher Pflichten darf kein Entgelt berechnet werden.
- Gegen § 307 Abs. 1 und 2 BGB verstoßen Entgeltklauseln, die dem Kunden im Ergebnis eine Haftung ohne dessen Verschulden auferlegen.
- Klauseln, die eine zeitanteilige Erstattung eines nach einem bestimmten Zeitraum bemessenen Entgeltes bei vorzeitiger Beendigung des Vertrages ausschließen, werden kritisch beurteilt.

### Gebühren
Generell wird hier rechtssystematisch zwischen zwei Fallgestaltungen unterschieden. Unzulässig ist eine Gebühr stets dann, wenn die Bank mit der Tätigkeit
- eine gesetzliche Pflicht erfüllt oder
- ein überwiegend eigenes Interesse bei der zugrunde liegenden Dienstleistung wahrnimmt.

#### Gesetzliche Pflicht
Durch einige Gesetze mit finanziellen Auswirkungen entstehen für Kreditinstitute Mitwirkungs- oder Erfüllungspflichten. Werden sie im Rahmen dieser gesetzlichen Pflichten tätig, dürfen Banken für diese Tätigkeiten keine Gebühren berechnen. Aufwendungen, die Kreditinstituten durch die Erfüllung ihrer dem Staat gegenüber bestehenden gesetzlichen Pflichten erwachsen, müssen Kreditinstitute als Teil ihrer Gemeinkosten selbst tragen. So ist die Belastung von Gebühren für Bareinzahlungen und Barauszahlungen am Geldautomaten vom und auf das eigene Konto untersagt. Für die Barauszahlung und Bareinzahlung am Bankschalter dürfen Kreditinstitute seit Juni 2019 kostendeckende Bankgebühren verlangen, denn sie stellen einen Zahlungsdienst nach § 675f Abs. 5 Satz 1 BGB dar, für den ein Entgelt als Gegenleistung vereinbart und verlangt werden darf.
Gebühren für die Änderung und Verwaltung von Freistellungsaufträgen dürfen nicht berechnet werden. Ebenso ist die Belastung eines Entgelts für die Ausstellung einer Löschungsbewilligung nach Kredittilgung einer Immobilienfinanzierung nicht statthaft. Gebühren für die Bearbeitung von Kontopfändungen sind nicht mehr erlaubt.

#### Eigenes Interesse
Werden Kreditinstitute überwiegend im eigenen Interesse und nicht wegen Kundenauftrags tätig, so dürfen diese Dienstleistungen keine Gebühren auslösen. Banken müssen deshalb gebührenfrei nachforschen, wenn eine Überweisung – selbst bei Verschulden des Bankkunden – fehlgeleitet wurde und beim Empfänger nicht angekommen ist. Kostenbelastungen für die Rückgaben von Lastschriften und Schecks mangels Deckung sind unwirksam. Wenn jedoch der Kunde bei seiner Bank einen ungedeckten Scheck einreicht und dieser bei einem anderen Kreditinstitut vergeblich eingezogen wird, dürfen die Kosten für die Nichteinlösung an ihn weitergereicht werden. Das Kreditinstitut muss Kunden über die Nichteinlösung von Schecks und Lastschriften oder über die Nichtausführung von Überweisungen und Daueraufträgen wegen mangelnder Deckung aus gesetzlichen oder vertraglichen Gründen benachrichtigen. Da es damit lediglich seine Pflicht zur Schadensminderung erfüllt, darf es auch dafür keine Gebühr in Rechnung stellen. Auch typische Bankdienstleistungen wie das Einrichten oder Schließen eines Girokontos müssen kostenfrei sein. Nach einem Urteil BGH vom 7. Juni 2011 sind auch Kontoführungsgebühren für Darlehenskonten unzulässig, da Banken für ausgereichte Darlehen Kontonummern vergeben (und damit Konten einrichten), um Zahlungen eindeutig zuordnen zu können. Ein Entgelt für die ausschließlich in ihrem Eigeninteresse liegende Kontoführung darf die Bank vom Darlehensnehmer nicht verlangen und eine Kontoführungsgebühr in ihren Allgemeinen Geschäftsbedingungen nicht festlegen. Banken dürfen auch keine Gebühren berechnen, wenn sie für eine Immobilienfinanzierung den Wert einer Immobilie ermitteln. Abgesehen von der bestehenden gesetzlichen Pflicht, verfolgen Kreditinstitute hierbei weitgehend eigene Interessen wegen der Ermittlung eines Beleihungswertes. Kreditgebende Banken prüfen alle ihnen angebotenen Kreditsicherheiten und die Folgen einer Sicherheitenbestellung grundsätzlich nicht im Kunden-, sondern ausschließlich im eigenen Interesse.
Banken dürfen für Kredite keine Bearbeitungsgebühren verlangen, entsprechende Klauseln in ihren Allgemeinen Geschäftsbedingungen sind unzulässig. Im Mai 2014 entschied der BGH in einem Grundsatzurteil zu den Kreditbearbeitungsgebühren, dass „vorformulierte Bestimmungen über ein Bearbeitungsentgelt in Darlehensverträgen zwischen einem Kreditinstitut und einem Verbraucher unwirksam“ sind. Von den Kreditinstituten ungerechtfertigt erhobene Bearbeitungsentgelte bei Krediten können bis zu zehn Jahre rückwirkend zurückgefordert werden, wobei die kenntnisabhängige Verjährungsfrist ab 31. Dezember 2011 beginnt. Die Stiftung Warentest bietet einen Musterbrief für die Rückforderung und eine ausführliche Darstellung zur Rechtslage.

#### Auslandsüberweisungen
Da sich der Zahlungsverkehr in der Eurozone aufgrund der Euro-Währungsumstellung im Januar 2002 faktisch zu einem Inlandszahlungsverkehr entwickelt hat, dürfen die Kreditinstitute aufgrund der Verordnung (EG) Nr. 924/2009 vom 16. September 2009 über grenzüberschreitende Zahlungen in der Gemeinschaft lediglich entsprechende Inlandsgebühren für Auslandsüberweisungen in Euro bis zu einem Überweisungsbetrag von 50.000 Euro berechnen (Art. 3).

### Kosten/Auslagen
Die Regelungen über Auslagenersatz (Nr. 12 AGB-Banken oder Nr. 18 AGB-Sparkassen) müssen dem gesetzlich vorgegebenen Aufwendungsersatzanspruch des § 670 BGB entsprechen. Hiernach darf ein Auslagenersatz von Kreditinstituten nur dann verlangt werden, wenn der Bankkunde die Aufwendungen den Umständen nach für erforderlich halten durfte, sie zum Zwecke der Durchführung des Auftrags gemacht wurden oder dem wirklichen oder mutmaßlichen Willen des Kunden entsprechen. Der BGH wies zudem darauf hin, dass nach ständiger Rechtsprechung diejenigen Klauseln, die die Kosten für Tätigkeiten des Kreditinstituts im eigenen Interesse sowie für allgemeine Betriebsaufwendungen auf den Kunden abwälzten, der Inhaltskontrolle nach § 307 Abs. 1 Satz 1 und Abs. 2 Nr. 1 BGB unterlägen. Die Bestellung, Verwaltung oder Verwertung von Kreditsicherheiten erfolge vornehmlich im Eigeninteresse einer Bank und nicht im Interesse des Kunden. Aus diesem Grunde müssen Auslagen/Kosten im Zusammenhang mit Kreditsicherheiten von den Kreditinstituten selbst getragen werden.

### Zinsen
Formularmäßige Zinsänderungsklauseln im Rahmen eines Spar- oder Kreditvertrages sind nach § 308 Nr. 4 BGB (wonach die Vereinbarung eines Leistungsänderungsrechts des Klauselstellers unwirksam ist, wenn nicht die Vereinbarung der Änderung oder Abweichung unter Berücksichtigung der Interessen des Verwenders für den anderen Vertragsteil zumutbar ist) nichtig. Fingierte Zinsrechnungsfaktoren können nur hingenommen werden, wenn dabei die Belange des Kunden in angemessener Weise – zum Beispiel durch Angabe des Effektivzinses – berücksichtigt werden.
Wertstellungsklauseln haben häufig die Rechtsprechung beschäftigt. Sie regeln nicht die Höhe der Zinsen, sondern den Zeitpunkt, zu dem die Kontobewegung für die Zinsberechnung in den jeweils zu bildenden Zwischensaldo eingeht; durch Bareinzahlungen auf das Konto entstehen bereits mit der Einzahlung – und nicht erst mit der Gutschrift oder der Wertstellung – Forderungsrechte des Kunden gegen die Bank. Ihrer vertraglichen Pflicht aus dem Girovertrag kommt demnach die Bank nur dann vollständig nach, wenn sie den Überweisungsbetrag auch zeitlich, d. h. wertstellungsmäßig korrekt in das Kontokorrent einstellt. Denn erst mit der Wertstellung, d. h. der Festlegung des Kalendertags, für den der Überweisungsbetrag in den für die Zinsberechnung maßgebenden (Zwischen-)Saldo des Girokontos eingeht, kann sich der Betrag zinsmäßig auswirken. Eine Ausnahme hiervon gilt allerdings für Gutschriften von eingereichten Schecks, die unter Vorbehalt der Scheckeinlösung erfolgen.
Seit 1. Januar 2002 regelt das Überweisungsrecht im BGB die Fristen für Gutschriften bei Überweisungen, die Verspätungszinsen und die Erstattung ungerechtfertigt gekürzter Beträge nach den Vorgaben der Art. 6, 7 und 8 der EU-Überweisungsrichtlinie. Danach hat das Kreditinstitut des Begünstigten diesem den Überweisungsbetrag nach Eingang innerhalb der vereinbarten Frist, bei Fehlen einer Fristvereinbarung innerhalb eines Bankgeschäftstages nach dem Tag des Eingangs, gutzuschreiben (seit 2009 §§ 675s und 675t BGB). Der Gesetzestext greift die BGH-Rechtsprechung zur Wertstellung bei eingehenden Überweisungen auf und stellt ferner klar, dass die Gutschrift, auch wenn sie nachträglich erfolgt, so vorzunehmen ist, dass die Wertstellung des eingegangenen Betrages auf dem Konto des Kunden mit dem Datum des Tages erfolgt, an dem der Betrag dem Kreditinstitut zur Verfügung gestellt worden ist. Lediglich mit Unternehmen kann das begünstigte Kreditinstitut eine abweichende Wertstellungsvereinbarung treffen.
Lässt die Bank zu, dass der vereinbarte Dispositionsrahmen des Girokontos überschritten wird, geht sie ein höheres Ausfallrisiko ein. Für den entstandenen Mehraufwand kann sie einen – zum Teil erheblichen – Zinsaufschlag in Form eines Überziehungszinses verlangen.
Besondere Entgelte im Zusammenhang mit Kreditverträgen und Kreditzusagen sind die Vorfälligkeitsentschädigung und die Nichtabnahmeentschädigung. Regelungen über eine bei vorzeitiger Kreditrückzahlung zu entrichtende Vorfälligkeitsentschädigung können sowohl überraschend (§ 305c BGB) als auch mit dem im Rahmen einer Inhaltskontrolle (§ 307 BGB) zu beachtenden Transparenzgebot nicht vereinbar sein. Nichtig sind auch Zinsberechnungsklauseln in den AGB der Sparkassen, die die Berechnung der Entgelte „nach Marktlage“ und „billigem Ermessen“ zulässt. Die Klausel benachteiligt Kunden unangemessen. Nimmt der Kreditnehmer das Darlehen abredewidrig nicht ab, dann hat der Kreditgeber einen Anspruch auf Nichtabnahmeentschädigung.

## Depotgebühren
Für die Bereitstellung eines Wertpapierdepots erheben Banken üblicherweise Depotgebühren. Diese sind nach Höhe und Art der Depotbestände gestaffelt. Die Girosammelverwahrung ist günstiger als die übrigen Verwahrungsarten. Auch Angebote zur kostenfreien Depotführung sind jedoch, gerade bei Direktbanken, keine Seltenheit mehr. Für einen Depotübertrag darf eine Bank in Deutschland keine eigenen Gebühren verlangen, und zwar unabhängig davon, ob der Übertrag im Zuge einer Depotauflösung geschieht oder lediglich Teilbestände übertragen werden. Die Bank darf jedoch die anfallenden Fremdkosten in Rechnung stellen.

## Kritik
Es ist in Deutschland nicht immer rechtlich zulässig, Gebühren nach dem Verursacherprinzip zu erheben. Eine umfangreiche Rechtsprechung hat eine Vielzahl von Gebühren-, Kosten- und Zinsklauseln für unwirksam erklärt.
Dies wird allerdings aus Sicht der Wirtschaftswissenschaften oftmals kritisiert. Wenn es untersagt ist, Kosten (z. B. für Lastschriftrückgaben) dem Verursacher zu berechnen, müsse die Gesamtheit aller Bankkunden über höhere Grundgebühren diese Kosten mittragen. Die positive Steuerungswirkung von Entgelten entfällt dadurch. Auch die hierdurch Begünstigten (im Fall der Lastschriftgebühren die Kunden, die keine Kontodeckung hatten) haben u. U. Nachteile, da ein Anreiz besteht, Kontoverbindungen zu Kunden, die diese Kosten verursachen, zu kündigen.

## Einzelne Bankgebühren
- Geldautomaten-Entgelt
- Avalprovision
- Darlehensgebühr